# Without Your Love
Without Your Love è un brano della rock band Toto, secondo singolo estratto dall'album Fahrenheit.

## Informazioni
Il brano fu scritto da David Paich nel 1985, è uno dei più conosciuti della band, il singolo arrivò trentottesimo nella Billboard Hot 100. Per quanto riguarda le sonorità del brano, come già con I'll Be Over You, anche questo è un pezzo molto soft. Tra gli ospiti nella registrazione del pezzo troviamo anche Paulette Brown e Tony Walthes nei panni delle seconde voci che compaiono nel videoclip del brano.

## Videoclip
Il video illustra il chitarrista Steve Lukather come protagonista assoluto. All'inizio si trova insieme agli altri componenti dei Toto in un Hotel, e nel frattempo pensa malinconicamente alla sua fidanzata che però non c'è perché lo ha lasciato per telefono. Nel video vengono illustrati anche gli altri membri dei Toto mentre suonano in un'altra sala e alla fine, durante il primo assolo di chitarra del brano, anche Steve decide di andare a ricongiungersi con il resto del gruppo. A fine filmato, durante il secondo assolo torna la fidanzata di Steve e negli ultimi secondi di video si può chiaramente vedere che Steve continua a suonare mentre lei invece guardandolo sale le scale, avendo evidentemente rivalutato la sua scelta.

## Tracce
1. Without Your Love
2. Can't Stand It Any Longer

## Formazione
- Steve Lukather- chitarra elettrica e voce primaria
- Joseph Williams- voce secondaria
- Paulette Brown- voce secondaria
- Tony Walthes- voce secondaria
- David Paich- tastiere e voce secondaria
- Steve Porcaro- tastiere
- Mike Porcaro- basso
- Jeff Porcaro- percussioni